# Железнодорожная филумения

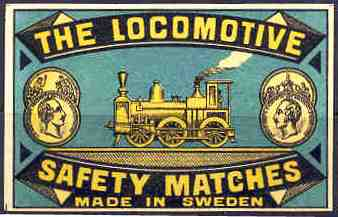
Спичечная этикетка с изображением паровоза (Швеция, ок. 1903 г.)

Железнодоро́жная филумени́я — коллекционирование этикеток от спичечных коробок, а также бланковых этикеток (выпускаемых специально для коллекционеров), отражающих железнодорожную тематику. Такие этикетки печатают спичечные фабрики.
К наиболее интересным предметам коллекционирования относятся тематические наборы.
Спичечные этикетки железнодорожной тематики печатаются во многих странах мира, однако строгого учёта предметов железнодорожной филумении в каталогах не ведется.

## Железнодорожная филумения времён СССР
В 1975 году спичечная фабрика «Ревпуть» (станция Злынка Брянской области), в честь столетия Брянского машиностроительного завода, выпустила спичечный набор, на этикетках которого изображена выпускавшаяся заводом продукция, в том числе паровозы постройки 1893 года серий СО и Л, энергопоезд, тепловозы серий ТЭМ2, ТЭМ5, пятивагонная рефрижераторная секция, дизельная электростанция, трансферкар. Этикетка «Обелиск „Брянские правила“» посвящена истории Брянского машиностроительного завода, отражает одно из важных событий, произошедших на заводе в феврале 1918 года, когда рабочие приняли временные правила внутреннего распорядка, утверждавшие социалистическую дисциплину и включавшие пункты о строгом учёте производительности труда, о персональной ответственности рабочих за брак и прочее.
В 1975 году спичечная фабрика «Пролетарское знамя» (город Чудово Новгородской области) посвятила этикетки столетию Ленинградского вагоностроительного завода имени И. Е. Егорова. Во время Гражданской войны на заводе выпускались бронированные трамвайные вагоны, превращённые в передвижные орудийные установки. Фабрики выпустила также большую серию этикеток, посвящённых пятидесятилетию электрификации железных дорог СССР (1976).
На Благовещенской спичечной фабрике «Искра» создана серия этикеток, знакомящих с правилами поведения людей на железнодорожных путях, а также с правилами безопасности пассажиров при их нахождении на станциях.
В 1984 году серия спичечных этикеток, посвящённых Байкало-Амурской магистрали, выпущена фабрикой «Ревпуть» и фабрикой «Байкал» (город Усолье-Сибирское Иркутской области).
Сувенирная серия этикеток «От первых паровозов до современных локомотивов» (1987), посвящённая второй международной выставке «Железнодорожный транспорт» (станция Щербинка Московской области) вышла на спичках Балабановской экспериментальной спичечной фабрики (станция Балабаново Калужской области).